# Paul Hickson
Pour les articles homonymes, voir Hickson.
Paul Hickson, né en 1950, est un astronome britannico-canadien.
Il a obtenu son Bachelor of Science en 1971 et son doctorat au California Institute of Technology en 1976,. Il est devenu assistant de recherche (boursier de recherche universitaire du CRSNG en 1980), professeur adjoint en 1984, professeur agrégé en 1988 et professeur de physique et d'astronomie à l'Université de la Colombie-Britannique à Vancouver, au Canada, depuis 1996.
En 1982, Hickson a publié une liste de 100 petits groupes de galaxies relativement isolés, qui sont maintenant appelés Groupe compact de Hickson. Les membres de cette liste sont indiqués par HCG + un numéro séquentiel, par exemple HCG 23 (de). Il travaille en astronomie extragalactique et au développement d'instrument astronomiques.
Hickson est membre de la Royal Astronomical Society depuis 1998.